# Wuhua (Meizhou)

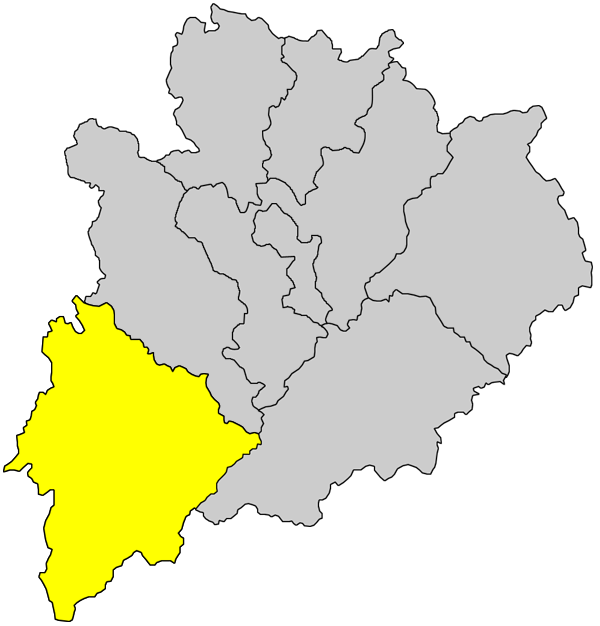
Lage des Kreises Wuhua im Verwaltungsgebiet der Stadt Meizhou

Der Kreis Wuhua (chinesisch 五华县, Pinyin Wǔhuá Xiàn) ist ein Kreis der bezirksfreien Stadt Meizhou in der Provinz Guangdong in der Volksrepublik China. Er hat eine Fläche von 3.238 km² und zählt 916.961 Einwohner (Stand: Zensus 2020). Sein Hauptort ist die Großgemeinde Shuizhai (水寨镇).

## Administrative Gliederung
Auf Gemeindeebene setzt sich der Kreis aus sechzehn Großgemeinden zusammen. 